# Villanubla
Villanubla é um município da Espanha na província de Valladolid, comunidade autónoma de Castela e Leão, de área 45,36 km² com população de 1302 habitantes (2004) e densidade populacional de 28,70 hab/km².

## Demografia
| Variação demográfica do município entre 1991 e 2004 | Variação demográfica do município entre 1991 e 2004 | Variação demográfica do município entre 1991 e 2004 | Variação demográfica do município entre 1991 e 2004 |
| --------------------------------------------------- | --------------------------------------------------- | --------------------------------------------------- | --------------------------------------------------- |
| 1991                                                | 1996                                                | 2001                                                | 2004                                                |
| 936                                                 | 928                                                 | 1134                                                | 1302                                                |